# Perrine FM
Perrine FM est une radio qui émet depuis le 19 novembre 1982 en Haute-Savoie, sur les villes de La Roche-sur-Foron, Bonneville, Cluses (vallée de l'Arve). Elle émet également depuis 1995 sur les villes d'Annemasse et de Genève (couverture partielle). La station tient son nom à la rue Perrine de La Roche-sur-Foron, son premier site d'émission.
Perrine FM dispose de deux autorisations d'émission de la part du CSA :
- 98.0 FM avec une puissance de 500W pour la ville de La Roche-sur-Foron (l'émetteur se situe au village du Coudray) ;
- 98.4 FM avec une puissance de 100W pour la ville de Bonneville (l'émetteur se situe au village de Faucigny).

En 2015, le groupe ISA rentre dans le capital de Perrine FM. 
Depuis le 4 avril 2016, la radio a changé de nom, d’habillage et de programmation à la suite d'une syndication du programme de Perrine FM par Radio ISA[source secondaire souhaitée].